# Nekrolog 3. Quartal 1936
Nekrolog
◄◄
| ◄
| 1932
| 1933
| 1934
| 1935
| 1936 | 1937 | 1938 | 1939 | 1940 | ► | ►►
1. Quartal |
2. Quartal |
3. Quartal |
4. Quartal 1936
Weitere Ereignisse | Allgemeiner Nekrolog 1936
Die Beschreibung der verstorbenen Person sollte so kurz wie möglich gehalten sein und nur deren signifikante Tätigkeit(en) enthalten.
Neue Namen ggf. auch unter dem Geburts- und Sterbedatum, also etwa unter 1. Januar und im Geburts- und Sterbejahr (2024) eintragen (nur bei entsprechender großer Wichtigkeit). Für Beispiele siehe die schon vorhandenen Artikel.
Außerdem über die fünf zuletzt Verstorbenen, zu denen es einen ausreichend guten Artikel für eine Präsentation auf der Hauptseite gibt, nach der todesbedingten Überarbeitung der Artikel ggf. auch unter Wikipedia Diskussion:Hauptseite informieren und sie am besten auch in den anderen Wikipedia-Sprachversionen eintragen. Tipp: Regelmäßig bei news.google.de nach „ist tot“, „gestorben“ oder „verstorben“ suchen.
Wenn eine Person gestorben ist, gibt es viele Seiten zu dieser Person in der Wikipedia, die davon auch betroffen sind und entsprechend aktualisiert werden müssen. Beispiele: Namenübersichtsseite, Geburtsjahr, Geburtsort-Seiten und viele mehr.
Wie finde ich die betroffenen Seiten?
Im Suchfeld auf der linken Seite gibt man den Suchbegriff so ein: „Vorname Nachname“. Dann klickt man auf Volltext und alle Seiten mit entsprechendem Suchtext werden aufgerufen. Hier sieht man dann schnell, wo auch das Todesjahr Sinn macht oder sogar ein Teil des Artikels angepasst werden muss. Auch hilft das „Werkzeug“ auf der linken Seite sehr gut, um solche Seiten aufzufinden: „Links auf diese Seite“. Somit ist die Wikipedia wieder aktuell in allen Bereichen! Hinweis: bei Eintragung der Kategorie „Gestorben JAHR“ wird der Missbrauchsfilter 49 ausgelöst, was jedoch nicht schlimm ist. Siehe: Spezial:Missbrauchsfilter/49
Dies ist eine Liste von im dritten Quartal 1936 verstorbenen bekannten Persönlichkeiten. Die Einträge erfolgen innerhalb der einzelnen Daten alphabetisch sortiert. Tiere sind im Nekrolog für Tiere zu finden.

## Juli
| Tag      | Name                                | Beruf, bekannt als                                                                              | Alter | Beleg |
| -------- | ----------------------------------- | ----------------------------------------------------------------------------------------------- | ----- | ----- |
| 1. Juli  | Paul Morawitz                       | deutscher Internist und Physiologe, Begründer der Blutgerinnungslehre                           | 57    |       |
| 1. Juli  | Anna Stegmann                       | schweizerisch-deutsche Nervenärztin und Politikerin (SPD), MdR                                  | 64    |       |
| 2. Juli  | Matthias Küsters                    | deutscher Gutsherr und Politiker (Deutsche Zentrumspartei)                                      | 79    |       |
| 2. Juli  | Bohumil Navrátil                    | tschechischer Historiker und Archivar                                                           | 66    |       |
| 3. Juli  | Konstanz von Heineccius             | preußischer General der Artillerie im Ersten Weltkrieg                                          | 76    |       |
| 3. Juli  | Heinrich Hoerle                     | deutscher Maler des progressiven Rheinischen Konstruktivismus, Kölner Dadaist                   | 40    |       |
| 3. Juli  | Urieta Kazahendike                  | Hereo-Übersetzerin, Lehrerin und Hebamme                                                        | 98    |       |
| 3. Juli  | Štefan Lux                          | tschechoslowakisch-jüdischer Künstler und Journalist                                            | 48    |       |
| 3. Juli  | Albert von Werder                   | preußischer General der Kavallerie                                                              | 83    |       |
| 4. Juli  | Karl Berger                         | preußischer Generalleutnant                                                                     | 78    |       |
| 4. Juli  | Ludwig Fresenius                    | deutscher Chemiker                                                                              | 50    |       |
| 4. Juli  | Jan Jakubec                         | tschechischer Literaturhistoriker                                                               | 74    |       |
| 5. Juli  | William Bowers Bourn II             | US-amerikanischer Unternehmer                                                                   | 79    |       |
| 5. Juli  | Manuel Robbe                        | französischer Grafiker und Maler                                                                | 63    |       |
| 6. Juli  | Adolf von Hahnke                    | deutscher Verwaltungsjurist und Regierungspräsident in Liegnitz (1932–1933)                     | 63    |       |
| 6. Juli  | Bruce Hamilton                      | britischer General                                                                              | 78    |       |
| 6. Juli  | Rodolfo Nervo                       | mexikanischer Botschafter                                                                       | 56    |       |
| 7. Juli  | Francis Connolly                    | US-amerikanischer Weit- und Dreispringer                                                        | 63    |       |
| 7. Juli  | Warren J. Duffey                    | US-amerikanischer Politiker                                                                     | 50    |       |
| 7. Juli  | Johannes Hefti                      | Unternehmer und Mitglied der Lübecker Bürgerschaft                                              | 55    |       |
| 7. Juli  | Wilhelm Sieß                        | österreichischer Politiker; Landtagsabgeordneter zum Vorarlberger Landtag                       | 53    |       |
| 7. Juli  | Georgi Wassiljewitsch Tschitscherin | sowjetischer Politiker und Außenminister (1922–1930)                                            | 63    |       |
| 7. Juli  | Amalie Vanotti                      | deutsche Landschafts- und Blumenmalerin                                                         | 83    |       |
| 8. Juli  | Heinrich Coerper                    | deutscher Pfarrer, Gründer und Leiter der Liebenzeller Mission in Bad Liebenzell, Schwarzwald   | 73    |       |
| 8. Juli  | Rudolf Koppitz                      | österreichischer Fotograf                                                                       | 52    |       |
| 8. Juli  | Friedrich Maurer                    | deutscher Mediziner                                                                             | 76    |       |
| 8. Juli  | Thomas Meighan                      | US-amerikanischer Schauspieler                                                                  | 57    |       |
| 8. Juli  | Florence Vere O’Brien               | britische Tagebuchschreiberin, Philanthropin und Kunsthandwerkerin                              | 82    |       |
| 8. Juli  | Ernest Sutherland                   | neuseeländisch-südafrikanischer Leichtathlet                                                    | 42    |       |
| 9. Juli  | Karl Berg                           | deutscher Rechtsmediziner                                                                       | 67    |       |
| 10. Juli | Abraham Berge                       | norwegischer Politiker (Frisinnede Venstre), Mitglied des Storting                              | 84    |       |
| 10. Juli | Ludovico Cattaneo                   | italienischer Ordensgeistlicher, Bischof von Tursi und von Ascoli Piceno in Italien             | 63    |       |
| 10. Juli | Carl von Marr                       | US-amerikanisch-deutscher Maler und Münchner Hochschullehrer                                    | 78    |       |
| 10. Juli | Jakob Olsen                         | grönländischer Katechet und Dolmetscher                                                         | 45    |       |
| 10. Juli | Salvatore Pincherle                 | italienischer Mathematiker                                                                      | 83    |       |
| 10. Juli | Friedrich Albert Spiecker           | deutscher Unternehmer und protestantischer Verbandsfunktionär                                   | 82    |       |
| 10. Juli | William Turner                      | irischer Geistlicher, Bischof von Buffalo                                                       | 65    |       |
| 10. Juli | Erich Wulffen                       | deutscher Kriminologe                                                                           | 73    |       |
| 11. Juli | Josef Blaas                         | österreichischer Maler, Geologe, Mineraloge                                                     | 85    |       |
| 11. Juli | Herbert Drury                       | britischer Turner                                                                               | 53    |       |
| 11. Juli | Emili Karlowitsch Medtner           | russischer Publizist und Literatur- und Musikkritiker                                           | 63    |       |
| 11. Juli | Jakob Pál                           | ungarisch-österreichischer Internist                                                            | 73    |       |
| 11. Juli | Edouard Rolin-Jaequemyns            | belgischer Jurist, Politiker, Diplomat und Völkerrechtsexperte                                  | 73    |       |
| 11. Juli | Frédéric Wallerant                  | französischer Mineraloge                                                                        | 77    |       |
| 12. Juli | Auguste Adib Pacha                  | libanesischer Ministerpräsident                                                                 |       |       |
| 12. Juli | Kittel Halvorson                    | US-amerikanischer Politiker                                                                     | 89    |       |
| 12. Juli | Ludwig Lange                        | deutscher Physiker und Psychologe                                                               | 73    |       |
| 12. Juli | Mitsutani Kunishirō                 | japanischer Maler                                                                               | 61    |       |
| 12. Juli | Rice Alexander Pierce               | US-amerikanischer Politiker                                                                     | 88    |       |
| 13. Juli | José Calvo Sotelo                   | spanischer monarchistischer Politiker                                                           | 43    |       |
| 13. Juli | Theodor Meyer                       | deutscher Reichsgerichtsrat                                                                     | 82    |       |
| 13. Juli | Ernst Schrader                      | deutscher Polizeibeamter und Gewerkschaftsführer                                                | 59    |       |
| 13. Juli | Fatma Aliye Topuz                   | türkisch-osmanische Schriftstellerin und Frauenrechtsaktivistin                                 | 73    |       |
| 13. Juli | Rudolf Friedrich Weinland           | deutscher Pharmazeut und Chemiker                                                               | 70    |       |
| 14. Juli | Adolf Jelletz                       | österreichischer Architekt                                                                      | 57    |       |
| 15. Juli | Charles Binet                       | französischer Geistlicher, Erzbischof von Besançon und Kardinal der römisch-katholischen Kirche | 67    |       |
| 15. Juli | Marco De Marchi                     | italienischer Naturforscher und Philanthrop                                                     | 63    |       |
| 15. Juli | Alexander Petrowitsch Karpinski     | russischer Geologe                                                                              | 89    |       |
| 15. Juli | Heinrich Lambion                    | deutscher Erfinder und Unternehmer                                                              | 80    |       |
| 15. Juli | Richard Dixon Oldham                | britischer Geologe und Mitglied der Royal Society                                               | 77    |       |
| 15. Juli | Dorsey William Shackleford          | US-amerikanischer Politiker                                                                     | 82    |       |
| 16. Juli | Alan Crosland                       | US-amerikanischer Filmregisseur                                                                 | 41    |       |
| 16. Juli | Orville Knapp                       | US-amerikanischer Jazz-Saxophonist und Bigband-Leader                                           | 32    |       |
| 16. Juli | Richard L. Murphy                   | US-amerikanischer Politiker                                                                     | 60    |       |
| 16. Juli | Curt von Pfuel                      | preußischer General der Kavallerie, Generalinspekteur des Militärerziehungs- und Bildungswesens | 86    |       |
| 17. Juli | Wilhelm Brüning                     | deutscher katholischer Historiker und Archivar                                                  | 73    |       |
| 17. Juli | Rudolf Günther                      | deutscher evangelischer Pfarrer, Theologe und Hochschullehrer                                   | 76    |       |
| 17. Juli | Rudolf Hoch                         | deutscher Schauspieler und Regisseur                                                            | 55    |       |
| 17. Juli | Jakob Stumpf                        | deutscher Architekt                                                                             | 61    |       |
| 18. Juli | Carl Friedrich Engelen              | deutscher Jurist und Politiker (Zentrum), MdR                                                   | 77    |       |
| 18. Juli | La Argentina                        | spanische Flamenco-Tänzerin und Choreografin                                                    | 47    |       |
| 18. Juli | Paul Wurzel                         | bayerischer Politiker (SPD)                                                                     | 59    |       |
| 19. Juli | Luise Holle                         | deutsche Kochbuchautorin                                                                        | 72    |       |
| 19. Juli | Marcel Lehoux                       | französischer Autorennfahrer                                                                    |       |       |
| 19. Juli | Hans Winkler                        | deutscher Motorradrennfahrer                                                                    | 38    |       |
| 20. Juli | Francisco Ascaso                    | spanischer Anarchist und Bürgerkriegsteilnehmer                                                 | 35    |       |
| 20. Juli | Charles G. Chaddock                 | amerikanischer Neurologe und Psychiater                                                         | 74    |       |
| 20. Juli | Adam Josef Cüppers                  | deutscher Schriftsteller und Pädagoge                                                           | 86    |       |
| 20. Juli | José Sanjurjo                       | spanischer Militär                                                                              | 64    |       |
| 20. Juli | Arthur Whiting                      | US-amerikanischer Komponist, Organist und Pianist                                               | 75    |       |
| 21. Juli | Andreas Hinterstoißer               | deutscher Bergsteiger                                                                           | 21    |       |
| 21. Juli | Eduard Rainer                       | österreichischer Bergsteiger                                                                    |       |       |
| 21. Juli | Robert Rogers                       | kanadischer Politiker                                                                           | 71    |       |
| 22. Juli | Toni Kurz                           | deutscher Bergsteiger                                                                           | 23    |       |
| 22. Juli | Otto Pilny                          | Schweizer Maler                                                                                 | 70    |       |
| 23. Juli | Anna Iwanowna Abrikossowa           | russische Katholikin, Ehrwürdige Dienerin Gottes                                                | 54    |       |
| 23. Juli | Xavier Bordas i Piferrer            | spanischer Geistlicher, römisch-katholischer Ordenspriester                                     | 21    |       |
| 24. Juli | Cecilio Vega Domínguez              | spanischer Oblate der Makellosen Jungfrau Maria, Märtyrer                                       | 22    |       |
| 24. Juli | Juan Pedro Cotillo Fernández        | spanischer Oblate der Makellosen Jungfrau Maria, Märtyrer                                       | 22    |       |
| 24. Juli | Francisco Polvorinos Gómez          | spanischer Oblate der Makellosen Jungfrau Maria, Märtyrer                                       | 26    |       |
| 24. Juli | Friedrich Graef                     | deutscher Gymnasiallehrer und Stadtarchivar                                                     | 76    |       |
| 24. Juli | Justo González Lorente              | spanischer Oblate der Makellosen Jungfrau Maria, Märtyrer                                       | 20    |       |
| 24. Juli | Manuel Gutiérrez Martín             | spanischer Geistlicher, Oblate der Makellosen Jungfrau Maria, Märtyrer                          | 23    |       |
| 24. Juli | Juan Antonio Pérez Mayo             | spanischer Geistlicher, Oblate der Makellosen Jungfrau Maria, Märtyrer                          | 28    |       |
| 24. Juli | Pascual Aláez Medina                | spanischer Oblate der Makellosen Jungfrau Maria, Märtyrer                                       | 19    |       |
| 24. Juli | Georg Michaelis                     | deutscher Jurist und Politiker                                                                  | 78    |       |
| 24. Juli | Simon Olsen                         | grönländischer Katechet und Landesrat                                                           | 57    |       |
| 24. Juli | Otto Rathke                         | deutscher Musiker und Vortragskünstler                                                          | 55    |       |
| 24. Juli | Jakob Strieder                      | deutscher Wirtschaftshistoriker                                                                 | 58    |       |
| 24. Juli | Arnold Theiler                      | Schweizer Tierarzt in Südafrika                                                                 | 69    |       |
| 25. Juli | Constantin von Jerin                | deutscher Verwaltungsjurist und Landrat                                                         | 60    |       |
| 25. Juli | Ernst Paulus                        | deutscher Architekt                                                                             | 67    |       |
| 25. Juli | Egon Rheinberger                    | liechtensteinischer Künstler                                                                    | 66    |       |
| 25. Juli | Heinrich Rickert                    | deutscher Philosoph und Universitätsprofessor                                                   | 73    |       |
| 25. Juli | Edward Strachey, 1. Baron Strachie  | britischer Politiker (Liberal Party), Mitglied des House of Commons                             | 77    |       |
| 25. Juli | Henry Wellcome                      | britisch-amerikanischer Pharmazie-Unternehmer und Philanthrop                                   | 82    |       |
| 26. Juli | Hermann Hofmeister                  | antisemitischer deutscher Lehrer, Historiker und Archäologe                                     | 58    |       |
| 28. Juli | Eloi de Bianya                      | katalanischer Kapuziner                                                                         | 61    |       |
| 28. Juli | Camillo Müller                      | österreichischer Fechter                                                                        | 66    |       |
| 28. Juli | Pedro Poveda Castroverde            | spanischer Priester und Ordensgründer                                                           | 61    |       |
| 28. Juli | Oskar Vulpius                       | deutscher Orthopäde                                                                             | 69    |       |
| 28. Juli | Otto Waldstein                      | österreichischer Optiker                                                                        | 57    |       |
| 29. Juli | Theodor Blinckmann                  | deutscher Politiker (DDP), MdHB                                                                 | 76    |       |
| 29. Juli | José Calasanz Marqués               | spanischer Geistlicher                                                                          | 63    |       |
| 29. Juli | Diedrich Dieckmann                  | deutscher Chemiker und Bauingenieur                                                             | 57    |       |
| 29. Juli | Wilhelm Eckstein                    | deutscher Maler                                                                                 | 72    |       |
| 29. Juli | Anna Mackenroth                     | deutsch-schweizerische Juristin und Frauenrechtlerin                                            | 75    |       |
| 30. Juli | Wilhelm Baldensperger               | deutsch-französischer evangelischer Theologe                                                    | 79    |       |
| 30. Juli | Daniel J. McGillicuddy              | US-amerikanischer Politiker                                                                     | 76    |       |
| 30. Juli | Franz Quidenus                      | österreichischer Architekt                                                                      | 65    |       |
| 30. Juli | Hermann Sonnet                      | deutscher Komponist und Chorleiter                                                              | 54    |       |
|          | Aron Borissowitsch Salkind          | sowjetischer Psychoanalytiker und Psychiater                                                    |       |       |

## August
| Tag        | Name                                      | Beruf, bekannt als                                                                           | Alter | Beleg |
| ---------- | ----------------------------------------- | -------------------------------------------------------------------------------------------- | ----- | ----- |
| 1. August  | Ernst Ludwig Grubitz                      | deutscher Verwaltungsjurist                                                                  | 59    |       |
| 2. August  | Oswald Bauer                              | deutsch-baltischer Metallphysiker                                                            | 60    |       |
| 2. August  | Louis Blériot                             | französischer Luftfahrtpionier                                                               | 64    |       |
| 2. August  | Maurice Harvey                            | britischer Autorennfahrer                                                                    | 41    |       |
| 2. August  | Walter König                              | deutscher Physiker                                                                           | 76    |       |
| 2. August  | Adolph von Staff genannt von Reitzenstein | Präsident verschiedener Oberlandesgerichte                                                   | 81    |       |
| 2. August  | Walter Ufer                               | US-amerikanischer Maler                                                                      | 60    |       |
| 3. August  | Fulgence Bienvenüe                        | französischer Ingenieur und der Vater der Métro Paris                                        | 84    |       |
| 3. August  | Konstantin Konik                          | estnischer Mediziner und Politiker, Mitglied des Riigikogu                                   | 62    |       |
| 3. August  | Alfred Lawrence, 1. Baron Trevethin       | britischer Jurist und Lorf Chief Justice of England                                          | 92    |       |
| 3. August  | Louis-Ernest Prince                       | Schweizer Architekt                                                                          | 78    |       |
| 3. August  | Friedrich Senger                          | deutscher Gewerkschafter und Widerstandskämpfer                                              | 50    |       |
| 3. August  | Charles Edward Snodgrass                  | US-amerikanischer Politiker                                                                  | 69    |       |
| 4. August  | Soledad Chávez Chacón                     | US-amerikanische Politikerin                                                                 | 43    |       |
| 4. August  | Georg Pfeilschifter                       | deutscher Theologe und Religionswissenschaftler                                              | 66    |       |
| 4. August  | Henry Schoenefeld                         | US-amerikanischer Komponist                                                                  | 78    |       |
| 4. August  | Karl von Stumpff                          | preußischer Generalleutnant im Ersten Weltkrieg                                              | 77    |       |
| 4. August  | Phoebe Anna Traquair                      | irisch-schottische Künstlerin                                                                | 84    |       |
| 5. August  | Jennie Augusta Brownscombe                | US-amerikanische Malerin                                                                     | 85    |       |
| 5. August  | Georges Caussade                          | französischer Komponist und Musikpädagoge                                                    | 62    |       |
| 5. August  | Mitja Nikisch                             | deutscher Pianist, Komponist und Orchesterleiter                                             | 37    |       |
| 6. August  | Holger Frederiksen                        | dänischer Fußballspieler                                                                     | 55    |       |
| 6. August  | John J. McSwain                           | US-amerikanischer Politiker                                                                  | 61    |       |
| 6. August  | Willi Ostermann                           | deutscher Liedermacher und Karnevalsschlager-Komponist                                       | 59    |       |
| 7. August  | Frank Dummerth                            | US-amerikanischer Ruderer                                                                    | 65    |       |
| 7. August  | Adhémar Gelb                              | deutscher Psychologe                                                                         | 48    |       |
| 7. August  | Cruz Laplana y Laguna                     | spanischer römisch-katholischer Geistlicher; Bischof von Cuenca (1922–1936)                  | 61    |       |
| 7. August  | Emil Vogt                                 | Schweizer Architekt                                                                          | 73    |       |
| 7. August  | Marion Zioncheck                          | US-amerikanischer Politiker                                                                  | 34    |       |
| 8. August  | Otto Bremer                               | deutscher Germanist und Phonetiker                                                           | 73    |       |
| 8. August  | Carl Victor Jessen                        | deutscher Windjammer-Kapitän                                                                 | 72    |       |
| 8. August  | Ceferino Giménez Malla                    | spanischer Märtyrer, Seliger                                                                 | 74    |       |
| 8. August  | Louis du Pan Mallet                       | britischer Diplomat                                                                          | 72    |       |
| 8. August  | Heinrich von Helldorff                    | preußischer Landrat                                                                          | 65    |       |
| 8. August  | Augusta Jensen                            | schwedische Genre-, Landschafts-, Porträt- und Stilllebenmalerin der Düsseldorfer Schule     | 78    |       |
| 8. August  | José Maria Parreira Lara                  | brasilianischer Geistlicher, Bischof von Caratinga                                           | 50    |       |
| 9. August  | Florentino Asensio Barroso                | römisch-katholischer Bischof                                                                 | 58    |       |
| 9. August  | Selig Pinchas Bamberger                   | deutscher Rabbiner und jüdischer Gelehrter                                                   | 63    |       |
| 9. August  | Máximo Arrates Boza                       | panamaischer Komponist                                                                       | 76    |       |
| 9. August  | Claude William Kinder                     | britischer Eisenbahningenieur                                                                | 83    |       |
| 9. August  | Arthur Benjamin Reeve                     | US-amerikanischer Journalist und Schriftsteller                                              | 55    |       |
| 9. August  | Lincoln Steffens                          | US-amerikanischer Journalist                                                                 | 70    |       |
| 9. August  | Viktor Voß                                | deutscher Tennisspieler                                                                      | 68    |       |
| 10. August | Emery J. San Souci                        | US-amerikanischer Politiker                                                                  | 79    |       |
| 10. August | Julien Tiersot                            | französischer Musikwissenschaftler, Komponist und Pionier der Musikethnologie                | 79    |       |
| 11. August | Francesco Giudice                         | italienischer Mathematiker                                                                   | 81    |       |
| 11. August | Hermann Guthe                             | deutscher Alttestamentler und Palästinaforscher                                              | 87    |       |
| 11. August | August Hecker                             | österreichisch-tschechoslowakischer Gewerkschafter und Politiker                             | 65    |       |
| 11. August | Blas Infante                              | spanischer Politiker, Jurist und Schriftsteller                                              | 51    |       |
| 11. August | Márton Pálffi                             | ungarisch-siebenbürgischer Übersetzer, Hochschullehrer und Schriftsteller.                   | 62    |       |
| 12. August | Otto Richter                              | deutscher Chorleiter und Komponist                                                           | 71    |       |
| 13. August | Mathilde Battenberg                       | deutsche Malerin                                                                             | 58    |       |
| 13. August | Iwan Georgow                              | bulgarischer Politiker                                                                       | 74    |       |
| 13. August | Ernst Johann Groth                        | deutscher Schriftsteller                                                                     | 76    |       |
| 13. August | Hugo Rex                                  | böhmischer Arzt                                                                              | 75    |       |
| 13. August | Hans Unger                                | deutscher Maler                                                                              | 63    |       |
| 14. August | Nicolae Berechet                          | rumänischer Boxer                                                                            | 21    |       |
| 14. August | Luigi Pellizzo                            | italienischer Erzbischof                                                                     | 76    |       |
| 15. August | Grazia Deledda                            | italienische Schriftstellerin                                                                | 64    |       |
| 15. August | Stanisław Niewiadomski                    | polnischer Komponist, Dirigent, Musikpädagoge und -kritiker                                  | 76    |       |
| 15. August | Reinhold Ruge                             | deutscher Sanitätsoffizier, Obergeneralarzt, Professor                                       | 74    |       |
| 15. August | Ernst Emanuel von Silva-Tarouca           | österreichisch-böhmischer Dendrologe und Politiker                                           | 76    |       |
| 16. August | Hippolyte Etchebéhère                     | argentinischer Revolutionär und Kämpfer im spanischen Bürgerkrieg                            |       |       |
| 16. August | Peter Jensen                              | deutscher Altorientalist                                                                     | 75    |       |
| 16. August | Friedrich Ernst von Schwerin              | preußischer Beamter                                                                          | 73    |       |
| 16. August | Ralph Scott                               | US-amerikanischer American-Football-Trainer und -Spieler                                     | 41    |       |
| 17. August | John Avena                                | italienisch-amerikanischer Mobster                                                           |       |       |
| 17. August | Pierre Octave Ferroud                     | französischer Komponist, Konzertveranstalter und Musikkritiker                               | 36    |       |
| 17. August | Giovanni Gallina                          | italienischer Diplomat und Politiker, Gesandter in China, Japan und Frankreich sowie Senator | 84    |       |
| 17. August | Haldis Halvorsen                          | norwegische Opernsängerin (Mezzosopran)                                                      | 46    |       |
| 17. August | Josef Kiesl                               | österreichischer Landwirt und Landespolitiker (CS), Landtagsabgeordneter                     | 48    |       |
| 17. August | Eduardo López Ochoa                       | spanischer General                                                                           |       |       |
| 18. August | Edward Julius Berwind                     | US-amerikanischer Unternehmer                                                                | 88    |       |
| 18. August | Oskar Krancher                            | deutscher Realschullehrer und Entomologe                                                     | 79    |       |
| 18. August | Albertus Antonie Nijland                  | niederländischer Astronom                                                                    | 67    |       |
| 19. August | William Agnew                             | schottischer Fußballspieler und -trainer                                                     | 55    |       |
| 19. August | Friedrich Dalsheim                        | deutscher Jurist, Ethnologe, Naturforscher, Expeditionsleiter und Dokumentarfilmer           | 40    |       |
| 19. August | Wolfgang Fürstner                         | deutscher Hauptmann und Sportfunktionär                                                      | 40    |       |
| 19. August | Federico García Lorca                     | spanischer Autor                                                                             | 38    |       |
| 19. August | Oscar von Sydow                           | schwedischer Politiker und Ministerpräsident (1921)                                          | 63    |       |
| 20. August | Eduard Arning                             | deutscher Dermatologe                                                                        | 81    |       |
| 20. August | Heinrich Cunow                            | deutscher Ethnologe, Staatstheoretiker und Politiker                                         | 74    |       |
| 20. August | Emil Nußbaum                              | badischer Beamter                                                                            | 81    |       |
| 20. August | Edward Weston                             | US-amerikanischer Erfinder und Unternehmer                                                   | 86    |       |
| 21. August | Eugène Dabit                              | französischer Maler und Schriftsteller                                                       | 37    |       |
| 21. August | Rudolf Dänner                             | bayerischer Generalleutnant                                                                  | 73    |       |
| 21. August | Daniel W. Hamilton                        | US-amerikanischer Politiker                                                                  | 74    |       |
| 21. August | Paul von Lossow                           | deutscher Ingenieur und Hochschullehrer                                                      | 71    |       |
| 21. August | Luis Rodríguez Figueroa                   | spanischer Schriftsteller und Politiker                                                      | 60    |       |
| 22. August | Narciso de Esténaga y Echevarría          | spanischer römisch-katholischer Geistlicher; Prälat von Ciudad Real                          | 53    |       |
| 22. August | Rudolph Herbst                            | deutscher Komponist und Musikpädagoge                                                        | 46    |       |
| 22. August | Floyd B. Olson                            | US-amerikanischer Politiker                                                                  | 44    |       |
| 22. August | Erik Staaff                               | schwedischer Romanist und Hispanist                                                          | 69    |       |
| 22. August | Michail Pawlowitsch Tomski                | sowjetischer Politiker                                                                       | 55    |       |
| 23. August | Juliette Adam                             | französische Schriftstellerin                                                                | 99    |       |
| 23. August | Max Friedmann                             | österreichischer Unternehmer und Politiker (DnP), Abgeordneter zum Nationalrat               | 72    |       |
| 23. August | Julio Ruiz de Alda                        | spanischer Flugzeugpilot und Politiker                                                       | 38    |       |
| 24. August | Fritz David                               | kommunistischer Funktionär und Opfer des Stalinismus                                         | 38    |       |
| 24. August | Rudolf Foest-Monshoff                     | österreichischer Montanist, Industrieller und Politiker, Landtagsabgeordneter                | 69    |       |
| 24. August | Winnifred Sprague Mason Huck              | US-amerikanische Politikerin                                                                 | 53    |       |
| 25. August | Iwan Petrowitsch Bakajew                  | sowjetischer Politiker                                                                       |       |       |
| 25. August | Gustav Halmhuber                          | deutscher Architekt und Hochschullehrer                                                      | 74    |       |
| 25. August | Wilson Irvine                             | amerikanischer Maler                                                                         | 67    |       |
| 25. August | Grigori Jeremejewitsch Jewdokimow         | sowjetischer Politiker                                                                       | 51    |       |
| 25. August | Lew Borissowitsch Kamenew                 | sowjetischer Politiker                                                                       | 53    |       |
| 25. August | Sergei Sergejewitsch Kamenew              | russischer und sowjetischer Offizier, zuletzt Komandarm 1. Ranges                            | 55    |       |
| 25. August | Sergei Witaljewitsch Mratschkowski        | russischer Revolutionär und Führer der Roten Armee                                           | 48    |       |
| 25. August | Eduard Schönfeld                          | österreichischer Politiker (SdP), Abgeordneter zum Nationalrat                               | 63    |       |
| 25. August | Grigori Jewsejewitsch Sinowjew            | sowjetischer Politiker                                                                       | 52    |       |
| 25. August | Iwan Nikititsch Smirnow                   | russischer Revolutionär und sowjetischer Politiker                                           |       |       |
| 25. August | Julius Tandler                            | österreichischer Arzt und Politiker                                                          | 67    |       |
| 25. August | Wagarschak Arutjunowitsch Ter-Waganjan    | sowjetischer Schriftsteller                                                                  | 42    |       |
| 25. August | George Earle Welby                        | britischer Botschafter                                                                       | 85    |       |
| 26. August | Maria von Linden                          | deutsche Zoologin, Parasitologin und Bakteriologin; eine der ersten deutschen Professorinnen | 67    |       |
| 26. August | Gustav Müller                             | österreichischer Schauspieler, Regisseur und Theaterleiter                                   | 62    |       |
| 26. August | Albert Oesch                              | Schweizer Glasmaler und Bildhauer                                                            | 28    |       |
| 26. August | Paul Sartori                              | deutscher Philologe und Volkskundler                                                         | 78    |       |
| 26. August | Xaver Stalder                             | Schweizer Politiker                                                                          | 67    |       |
| 27. August | George Henry Dern                         | US-amerikanischer Politiker, Gouverneur von Utah und der 54. US-Kriegsminister               | 63    |       |
| 27. August | Émile Taranto                             | kanadischer Geiger, Musikpädagoge und Komponist                                              | ≈58   |       |
| 28. August | Andrew Baird                              | schottischer Fußballtorhüter und Golfer                                                      | 70    |       |
| 28. August | Josef Donabaum                            | österreichischer Bibliothekar                                                                | 75    |       |
| 28. August | Helene zu Mecklenburg                     | russisch-deutsche Adelige                                                                    | 79    |       |
| 28. August | Moritz Jursitzky                          | österreichischer Schriftsteller                                                              | 75    |       |
| 28. August | Juozas Kaunas                             | litauischer Politiker                                                                        | 66    |       |
| 29. August | Robert George Curtis                      | Privatsekretär von Edgar Wallace                                                             | 47    |       |
| 29. August | Maria Silbert                             | österreichische Okkultistin                                                                  | 69    |       |
| 30. August | Frank B. Fulkerson                        | US-amerikanischer Politiker                                                                  | 70    |       |
| 30. August | Johann Loserth                            | österreichischer Historiker                                                                  | 89    |       |
| 30. August | Manuel Medina Olmos                       | spanischer römisch-katholischer Bischof des Bistums Guadix                                   | 67    |       |
| 30. August | Albert Schneider                          | deutscher Motorradrennfahrer                                                                 | 36    |       |
| 31. August | Gustav Almgren                            | schwedischer Fechter                                                                         | 29    |       |
| 31. August | Johann Baptist Hierl                      | deutscher Geistlicher, Weihbischof in Regensburg                                             | 80    |       |
| 31. August | Diego Ventaja Milán                       | spanischer römisch-katholischer Bischof                                                      | 56    |       |
| 31. August | Wilhelm Weingart                          | deutscher Porzellanfabrikant und Amateurbotaniker                                            | 79    |       |
| 31. August | William F. Whiting                        | US-amerikanischer Politiker                                                                  | 72    |       |
|            | Felipe de Jesus Munarriz                  | spanischer Ordensgeistlicher                                                                 | 61    |       |

## September
| Tag           | Name                                   | Beruf, bekannt als                                                                                     | Alter | Beleg |
| ------------- | -------------------------------------- | --- | ----- | ----- |
| 1. September  | Konstantin Schmidt von Knobelsdorf     | preußischer General der Infanterie im Ersten Weltkrieg                                                 | 75    |       |
| 2. September  | Edward P. Barry                        | US-amerikanischer Politiker                                                                            | 71    |       |
| 2. September  | Edwin O. Jordan                        | US-amerikanischer Mikrobiologe                                                                         | 70    |       |
| 2. September  | Niels Neergaard                        | dänischer Politiker, Mitglied des Folketing und Premierminister                                        | 82    |       |
| 2. September  | Charles A. Rawson                      | US-amerikanischer Politiker (Republikanische Partei)                                                   | 69    |       |
| 2. September  | Hans Stöcklein                         | deutscher Offizier, Kunsthistoriker, Waffenkundler und Museumsleiter                                   | 62    |       |
| 2. September  | Fritz Wagner                           | deutscher Beamter und Politiker (DtVP, DP), MdR                                                        | 74    |       |
| 3. September  | August Babberger                       | deutscher Maler des Expressionismus                                                                    | 50    |       |
| 3. September  | Karl Bürger                            | deutscher Klassischer Philologe, Gymnasiallehrer                                                       | 70    |       |
| 3. September  | Elise Stephanie Kreuzer                | deutsche Schauspielerin und Sängerin                                                                   | 90    |       |
| 3. September  | Kuno von Pentz                         | preußischer Architekt und Baubeamter                                                                   | 78    |       |
| 3. September  | Ulrich von Waldow                      | deutscher Verwaltungsbeamter                                                                           | 73    |       |
| 3. September  | Carl Wollek                            | österreichischer Bildhauer                                                                             | 73    |       |
| 5. September  | Federico Borrell García                | spanischer Mühlenarbeiter und Milizionär                                                               | 24    |       |
| 5. September  | Georg Kampffmeyer                      | deutscher Arabist                                                                                      | 72    |       |
| 6. September  | Gustave Kahn                           | französischer Schriftsteller                                                                           | 76    |       |
| 7. September  | Victor Franke                          | deutscher Generalmajor sowie letzter Kommandeur der Kaiserlichen Schutztruppe in Deutsch-Südwestafrika | 70    |       |
| 7. September  | Marcel Grossmann                       | Schweizer Mathematiker                                                                                 | 58    |       |
| 7. September  | Arthur Titius                          | deutscher liberaler evangelischer Theologe                                                             | 72    |       |
| 8. September  | Ludwig Karpath                         | österreichischer Musikschriftsteller                                                                   | 70    |       |
| 8. September  | Helmuth Macke                          | deutscher Maler                                                                                        | 45    |       |
| 8. September  | Richard Stimming                       | deutscher Urgeschichtsforscher und Arzt                                                                | 70    |       |
| 8. September  | Willie Windle                          | US-amerikanischer Radrennfahrer                                                                        | 65    |       |
| 9. September  | Jean Jacoby                            | luxemburgischer Künstler und Olympiasieger                                                             | 45    |       |
| 10. September | Sieger Baukema                         | niederländischer Landschaftsmaler und Kunstpädagoge                                                    | 84    |       |
| 10. September | Cornelius Amory Pugsley                | US-amerikanischer Politiker                                                                            | 86    |       |
| 11. September | Jules Courvoisier                      | Schweizer Plakatgestalter                                                                              | 52    |       |
| 11. September | Martin Kochmann                        | deutscher Pharmakologe                                                                                 | 58    |       |
| 11. September | Joan Roig i Diggle                     | spanischer römisch-katholischer Laie, Mitglied einer katholischen Jugendorganisation und Märtyrer      | 19    |       |
| 11. September | Emmi Walther                           | deutsche Malerin                                                                                       | 75    |       |
| 12. September | Erich Büttner                          | deutscher Maler                                                                                        | 46    |       |
| 12. September | Alexander Heinz Flessburg              | deutscher Militärmusiker und SS-Obersturmführer                                                        | 62    |       |
| 12. September | Hermann Hirt                           | deutscher Indogermanist                                                                                | 70    |       |
| 12. September | Hans Peters                            | deutscher Sozialpädagoge und Lehrer für Naturwissenschaften                                            | 85    |       |
| 13. September | Lorenz Dür                             | österreichischer Politiker (CS), Landtagsabgeordneter                                                  | 51    |       |
| 13. September | Amalio Gimeno y Cabañas                | spanischer Arzt, Wissenschaftler und Politiker                                                         | 84    |       |
| 13. September | Johannes Franz Hartmann                | deutscher Astronom                                                                                     | 71    |       |
| 13. September | Magnus Johnson                         | US-amerikanischer Politiker                                                                            | 64    |       |
| 14. September | Franz Bernt                            | österreichisch-böhmischer Landwirt und Politiker (Deutschradikale Partei)                              | 69    |       |
| 14. September | Werner Friedli                         | Schweizer Mathematiker und Hochschullehrer                                                             | 42    |       |
| 14. September | Ossip Salomonowitsch Gabrilowitsch     | russisch-amerikanischer Dirigent, Pianist und Komponist                                                | 58    |       |
| 14. September | Eduard Heinis                          | Schweizer Politiker (Bauern- und Arbeiterbund (BAB) / SP)                                              | 85    |       |
| 14. September | Hugo Landé                             | deutscher Verwaltungsjurist und Mitglied der SPD                                                       | 77    |       |
| 14. September | Georg von Lehmann                      | österreichischer General und Reitlehrer                                                                | 79    |       |
| 14. September | Irving Thalberg                        | US-amerikanischer Filmproduzent                                                                        | 37    |       |
| 14. September | Raoul Villain                          | französischer Nationalist                                                                              | 50    |       |
| 14. September | Felix Wolf                             | deutsch-russischer Parteifunktionär (KPD)                                                              | 43    |       |
| 15. September | Amédée Borrel                          | französischer Mediziner und Bakteriologe                                                               | 69    |       |
| 15. September | Frank L. Bowman                        | US-amerikanischer Politiker                                                                            | 57    |       |
| 15. September | Felix Angelo Pollak                    | österreichischer Architekt                                                                             | 54    |       |
| 15. September | Georg von Prittwitz und Gaffron        | deutscher Kolonialoffizier und Afrikaforscher                                                          | 75    |       |
| 15. September | Adolf Schenck                          | deutscher Wissenschaftler und Hochschullehrer                                                          | 79    |       |
| 15. September | Maud Arncliffe Sennett                 | englisch-britische Schauspielerin und Suffragette                                                      | 74    |       |
| 15. September | Otto Stoessl                           | österreichischer Schriftsteller                                                                        | 61    |       |
| 15. September | Alexandros Zaimis                      | griechischer Politiker und Premierminister                                                             | 80    |       |
| 16. September | Karl Buresch                           | österreichischer Rechtsanwalt und Politiker (CS), Abgeordneter zum Nationalrat                         | 57    |       |
| 16. September | Jean-Baptiste Charcot                  | französischer Wissenschaftler und Polarforscher                                                        | 69    |       |
| 17. September | Josef Hörtenhuber                      | österreichischer Gastwirt, Bauer und Politiker, Landtagsabgeordneter                                   | 70    |       |
| 17. September | Ettie Rout                             | neuseeländische Journalistin, Unternehmerin, Aktivistin für Sexualhygiene und Schriftstellerin         | 59    |       |
| 17. September | Lorenz Saladin                         | Schweizer Expeditionsbergsteiger und Fotograf                                                          | 39    |       |
| 18. September | Konrad Burdach                         | deutscher Germanist und Literaturwissenschaftler                                                       | 77    |       |
| 18. September | Ulysses G. McAlexander                 | US-amerikanischer Offizier, Generalmajor der US-Army                                                   | 72    |       |
| 18. September | Marie Wandscheer                       | niederländische Blumen- und Portraitmalerin                                                            | 79    |       |
| 19. September | Vishnu Narayan Bhatkhande              | indischer Musikwissenschaftler                                                                         | 76    |       |
| 19. September | Johann Gürtler                         | österreichischer Fleischermeister und Politiker (CS), Abgeordneter zum Nationalrat                     | 68    |       |
| 19. September | Hermann Sandkuhl                       | deutscher Maler und Kunstprofessor                                                                     | 64    |       |
| 20. September | Anton Keldenich                        | deutscher Maler                                                                                        | 62    |       |
| 20. September | Max Siebourg                           | deutscher Klassischer Philologe und Pädagoge                                                           | 72    |       |
| 21. September | Frank Hornby                           | britischer Erfinder, Geschäftsmann und Politiker (Konservative Partei), Mitglied des House of Commons  | 73    |       |
| 21. September | Antoine Meillet                        | französischer Sprachwissenschaftler                                                                    | 69    |       |
| 22. September | Friedrich Grüneklee                    | deutscher Fechtmeister an der Albertus-Universität                                                     |       |       |
| 22. September | Packey McFarland                       | US-amerikanischer Boxer im Mittelgewicht                                                               | 47    |       |
| 22. September | Wilhelm Morisse                        | deutscher Maler und Kirchenrestaurator                                                                 | 65    |       |
| 22. September | Oswald Rathmann                        | deutscher Radrennfahrer                                                                                | 45    |       |
| 22. September | Dietrich Schindler-Huber               | Schweizer Industrieller, Generaldirektor der Maschinenfabrik Oerlikon                                  | 80    |       |
| 22. September | Max Streckenbach                       | deutscher Maler                                                                                        | 73    |       |
| 23. September | Meir Dizengoff                         | Bürgermeister Tel Aviv                                                                                 | 75    |       |
| 23. September | Günther von Pannewitz                  | preußischer General der Infanterie                                                                     | 78    |       |
| 23. September | Max Schlossberg                        | baltisch-amerikanischer Trompeter                                                                      | 62    |       |
| 24. September | Hermann Benjamin                       | deutscher Musikverleger                                                                                | 35    |       |
| 24. September | Wolfgang Schultz                       | österreichisch-deutscher Philosoph und Nationalsozialist                                               | 55    |       |
| 25. September | Sepp Kaiser                            | Schweizer Architekt                                                                                    | 63    |       |
| 25. September | Eugen Mayr                             | deutscher Verwaltungsjurist                                                                            | 64    |       |
| 26. September | Max Baur                               | deutscher Pharmakologe und Hochschullehrer                                                             | 43    |       |
| 27. September | Paul Entz                              | deutscher Kaufmann und Konsul                                                                          | 76    |       |
| 27. September | Franz Pauer                            | österreichischer Verwaltungsbeamter                                                                    | 65    |       |
| 27. September | Karl Friedrich Freiherr von Schorlemer | deutscher Politiker (DNVP), MdR                                                                        | 50    |       |
| 28. September | Hans Affolter                          | Schweizer Jurist und Politiker (SP)                                                                    | 65    |       |
| 28. September | Helmuth Kionka                         | deutscher Schauspieler, Autor, Widerstandskämpfer und ein NS-Opfer                                     | 29    |       |
| 28. September | William S. Sims                        | US-amerikanischer Admiral und Marinereformer der United States Navy                                    | 77    |       |
| 29. September | Alfonso Carlos de Borbón               | Herzog von San Jaime und Herzog von Anjou                                                              | 87    |       |
| 29. September | Otto Stutzer                           | deutscher Geologe                                                                                      | 55    |       |
| 29. September | Heinrich Weinel                        | deutscher evangelisch-lutherischer Neutestamentler                                                     | 62    |       |
| 29. September | Karl Zimmermann                        | deutscher Pädagoge und Heimatforscher                                                                  | 72    |       |
| 30. September | Karl Eschweiler                        | Theologe                                                                                               | 50    |       |
| 30. September | Lajos Ilosvay de Nagyilosva            | ungarischer Chemiker                                                                                   | 84    |       |
| 30. September | Friedrich Keutgen                      | deutscher Historiker                                                                                   | 75    |       |
| 30. September | Hans Abraham Ochs                      | deutsches Opfer eines NS-Gewaltverbrechens                                                             | 8     |       |
| 30. September | Gehrt Rickers                          | deutscher Lehrer und Politiker (SPD), MdL                                                              | 64    |       |
| 30. September | Friedrich Sixt von Armin               | preußischer General der Infanterie                                                                     | 84    |       |
|               | Eva Sachs                              | deutsche klassische Philologin und Lehrerin                                                            | 54    |       |
|               | Paul Seiffert                          | deutscher Erziehungswissenschaftler und Politiker (NSFP), MdR                                          | 70    |       |
|               | Carl Wilhelm                           | österreichischer Schauspieler, Filmregisseur und Drehbuchautor                                         | 64    |       |